# Род Лејвер арена
Род Лејвер арена (енгл. Rod Laver Arena) је вишенаменски стадион у оквиру Мелбурн парка, који се налази у Мелбурну.
На стадиону се играју мечеви Отвореног првенства Аустралије, једног од четири гренд слем турнира, који се игра сваке године у јануару. Назван је по чувеном аустралијском тенисеру Роду Лејверу, освајачу 11 гренд слем турнира.
Највећи је тениски стадион у оквиру спортског комплекса Мелбурн парк капацитета 16.200 места, а други по величини је терен Хајсенс арена капацитета 9.500 места. На три највећа терена је у функцији покретни кров, тако да се мечеви могу играти без прекида и без обзира на временске услове.